# Brasil en los Juegos Olímpicos de Amberes 1920
Brasil estuvo representado en los Juegos Olímpicos de Amberes 1920 por un total de 19 deportistas masculinos que compitieron en 5 deportes.
El portador de la bandera en la ceremonia de apertura fue el tirador Guilherme Paraense.

## Medallistas
El equipo olímpico brasileño obtuvo las siguientes medallas:
| Nombre                                                                             | Deporte | Competición             |
| ---------------------------------------------------------------------------------- | ------- | ----------------------- |
| Oro                                                                                |         |                         |
| Guilherme Paraense                                                                 | Tiro    | Pistola militar 30 m M  |
| Plata                                                                              |         |                         |
| Afrânio da Costa                                                                   | Tiro    | Pistola 50 m M          |
| Bronce                                                                             |         |                         |
| Afrânio da Costa Sebastião Wolf Dario Barbosa Fernando Soledade Guilherme Paraense | Tiro    | Pistola por eqs. 50 m M |